# Сехми, Сарабжит Сингх
Сарабжит Сингх Сехми (англ. Sarabjit Singh Sehmi, 19 апреля 1963, Британская Кения) — кенийский хоккеист (хоккей на траве), нападающий. Участник летних Олимпийских игр 1984 года.

## Биография
Сарабжит Сингх Сехми родился 19 апреля 1963 года в Британской Кении.
Играл в хоккей на траве за «Рейлвэй Гимхана» из Найроби.
В 1984 году вошёл в состав сборной Кении по хоккею на траве на летних Олимпийских играх в Лос-Анджелесе, занявшей 9-е место. Играл в поле, провёл 3 матча, мячей не забивал.